# 乌苏里薹草
乌苏里薹草（学名：Carex ussuriensis）是莎草科薹草属的植物。其种加词“ussuriensis”意为“乌苏里的”。分布在俄罗斯远东地区、日本、朝鲜以及中国大陆的黑龙江、内蒙古、吉林、陕西等地，生长于海拔700米至3,500米的地区，一般生于针叶树林下以及阴湿处，目前尚未由人工引种栽培。

## 异名
- Carex ussuriensis f. latifolia K. T. Fu